# Mattawa (Stany Zjednoczone)
Mattawa – miasto w Stanach Zjednoczonych, w stanie Waszyngton, w hrabstwie Grant.